# Flemming Kaul
Flemming Kaul (født 5. marts 1955) er en dansk arkæolog, ansat som museumsinspektør ved Nationalmuseet siden 1986.
Han har specielt beskæftiget sig med megalitgrave og har skrevet flere bøger og artikler inden for sit område.
I 2007 modtog Kaul den international anerkendte Erik Westerby-prisen for sin forskningsindsats.

## Forfatterskab
- Flemming Kaul: "Sølvkarret" (kronik i Skalk 1991 nr. 5, s. 13-23)
- Flemming Kaul: "Trivselstegnet" (Skalk nr 3, 1994; s. 11-15)
- Flemming Kaul (1998). Europas dysser og jættestuer. Lægeforeningens Forlag. ISBN 87-7891-006-4.
- Flemming Kaul: "I østen stiger solen op" (kronik i Skalk nr 5, 1999; s. 20-30)
- Flemming Kaul: "Solsymbolet" (Skalk nr 6, 2000; s. 28-31)
- Flemming Kaul: "Åndeligt opbrud" (kronik i Skalk nr 6, 2003; s. 29-25)
- Flemming Kaul: "Den sælsomme himmelskive fra Nebra" (Skalk nr 6, 2003; s. 26-27)
- Flemming Kaul: "Den bornholmske flåde" (kronik i Skalk nr 3, 2005; s. 20-29)
- Flemming Kaul (2005). Helleristninger. Billeder fra Bornholms Bronzealder. Bornholms Museum Wormianum. ISBN 9788788179682.
- Flemming Kaul: "Figurkedler" (Skalk nr 4, 2006; s. 5-8)
- Flemming Kaul (sammen med Klavs Randsborg): "Hurtige vogne" (Skalk nr 2, 2008; s. 3-7)
- Flemming Kaul: "Hjelme af træ" (Skalk nr 1, 2011; s. 3-7)
- Flemming Kaul: "En enøjet kriger?" (kronik i Skalk nr 1, 2011; s. 8)
- Flemming Kaul: "Ideer på vandring" (kronik i Skalk nr 3, 2014; s. 14-23)

## Hædersbevisninger
- 2010: Ridderkorset af Dannebrogordenen